# Núria Balagué Gómez
Núria Balagué Gómez (Barcelona, 5 de desembre de 1969) és una alpinista catalana. A més de la seva dedicació esportiva és llicenciada en Psicologia i treballa professionalment com a psicòloga clínica a Berga i a Martorell.
Inscrita a la Unió Excursionista de Catalunya (UEC) des de molt jove, en va ser monitora entre 1988 i 1990. Començà aviat a practicar l’alpinisme i fou instructora de l'Escola Catalana d’Alta Muntanya (ECAM) i també de l’Escola Espanyola (ENAM). A partir de l’any 1992 es dedicà a la docència de l’esport, com a Tècnica d’Esport Base.
Entre els anys 1989 i 1994 fou instructora i directora de les Estades Esportives de Muntanyisme i Escalada de la Generalitat de Catalunya. I ha estat membre de la junta de Mountain Wilderness de Catalunya, des de 2008.

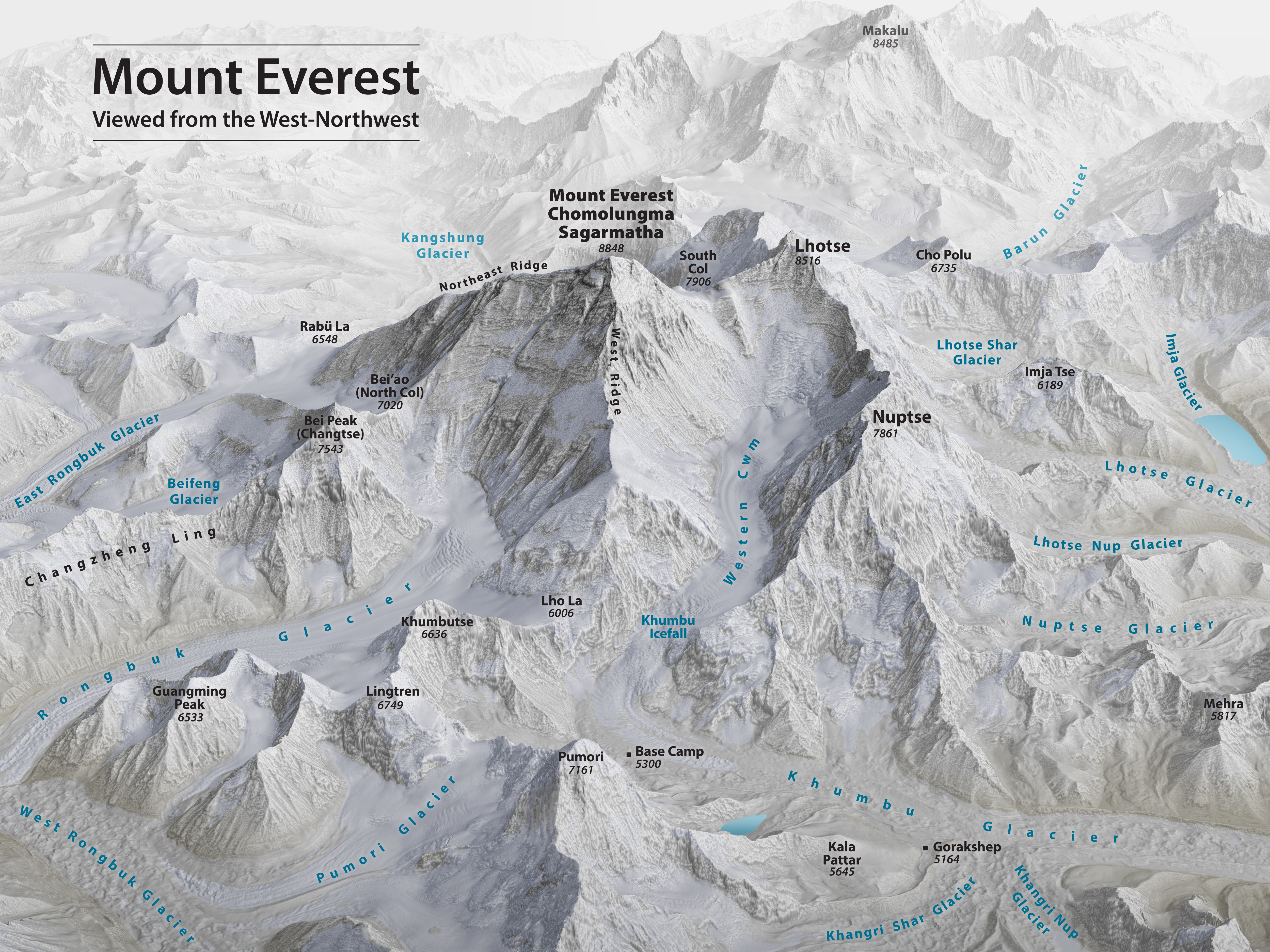
La muntanya Everest

Pel que fa als seus assoliments esportius, l’any 1997 ascendí al Nun (7.135 m), a l'Índia. Al 2001 formà part d’una expedició –«Dones al Shisha»– que ascendí al Shisha Pangma, amb escaladores, i també portadores d'alçada, personal del Camp Base i oficial d'enllaç exclusivament femenines. L'any 2004 integrà una expedició catalana exclusivament femenina a l'Everest, en un ascens per la cara nord, en la qual aconseguí fer el cim, juntament amb Maite Hernández, la matinada del 19 de maig. L’any 1999 va participar en l’expedició de neteja Mountain Wilderness a l'Annapurna (8.035 m) i al 2001 en l’expedició al Muztagh Ata (7.546 m). L'any 2011 va completar l'ascens al Nevado Sajama (6.546 m), als Andes bolivians.